# Liste de peintures de Pieter Brueghel l'Ancien
Vous lisez un « article de qualité » labellisé en 2017.
L’œuvre peint de Pieter Brueghel l'Ancien est constitué de 47 tableaux répertoriés comme étant de sa main, auxquels s'ajoute un nombre indéterminé d'œuvres qui ont été perdues. Plusieurs tableaux jadis attribués à Brueghel l'Ancien s'avèrent être des copies réalisées par son fils, Pieter Brueghel le Jeune, ou bien l'œuvre d'autres artistes, comme Jean Fouquet ou Joos de Momper ; certains n'ont pas pu être attribués.

## Œuvres attribuées à Pieter Brueghel l'Ancien et encore conservées auXXIesiècle
Le tableau le plus ancien répertorié, mais disparu, de Pieter Brueghel l'Ancien date de 1551 et le premier tableau signé « P.BRVEGHEL » et encore conservé au XXIe siècle, Le Christ et les apôtres au lac de Tibériade, porte la date de 1553, mais l'artiste ne se consacra pleinement à la peinture qu'à partir de 1557. Dès 1559, il supprima le « H » de son patronyme et signa « BRVEGEL ». Sa signature est suivie de la date en chiffres romains ou en chiffres arabes. Ses derniers tableaux sont datés de 1568, année qui précède celle de son décès.
L'œuvre peint se compose d'une quarantaine d'huiles sur bois (chêne) et quatre tempera sur toile de lin (tüchlein). Trois tableaux sont en grisaille. Les plus petits formats ont une vingtaine de centimètres de côté ; les plus grands mesurent généralement environ 1,20 m sur 1,60 m. Un seul, L'Adoration des mages de 1556, qui est la plus grande œuvre connue de l'artiste, atteint près de 1,50 m de hauteur sur 2,70 m de large. Trois tableaux seulement, un grand (L'Adoration des mages de 1564) et deux petits (la Tête de paysanne et Les Trois Soldats), sont au format vertical, et deux (Le Misanthrope et L'Ivrogne poussé dans la porcherie) sont circulaires.
Plusieurs tableaux montrent des scènes de la vie paysanne, mais l'artiste a aussi représenté des paysages, des thèmes bibliques et des illustrations de proverbes ; les grands formats sont réputés pour la richesse de détails. Le corpus ne compte qu'un seul portrait, la Tête de paysanne.
Hormis quatre œuvres appartenant à des collections privées, la plupart de ces tableaux sont conservés dans des musées en Europe (dont douze au musée d'histoire de l'art de Vienne) ; seuls quatre tableaux se trouvent dans des musées aux États-Unis.
| Œuvre | Titre                                                              | Date            | Technique                                           | Dimensions         | Signature et date (emplacement)                                 | No    | Collection                                                               |
| ----- | ------------------------------------------------------------------ | --------------- | --------------------------------------------------- | ------------------ | --------------------------------------------------------------- | ----- | ------------------------------------------------------------------------ |
|       | Paysage avec des bateaux à voile et une ville en feu               | circa 1553      | huile sur bois                                      | 22,4 × 34,8 cm     | non signé attribution douteuse.                                 | MS 1  | Suisse, collection privée                                                |
|       | Le Christ et les apôtres au lac de Tibériade                       | 1553            | huile sur bois                                      | 67 x 100 cm        | P.BRVEGHEL / 1553 (en bas à gauche)                             | MS 2  | États-Unis, New York, collection privée                                  |
|       | L'Adoration des mages (1556)                                       | circa 1556      | tempera sur toile (tüchlein)                        | 124 × 169 cm       | non signé attribution douteuse                                  | MS 4  | Belgique, Bruxelles, Musées royaux des beaux-arts                        |
|       | Paysage fluvial avec la parabole du semeur                         | 1557            | huile sur bois                                      | 73,7 × 102,9 cm    | […]VEGHEL [.]557                                                | MS 5  | États-Unis, San Diego, Timken Museum of Art                              |
|       | Les Proverbes flamands                                             | 1559            | huile sur bois (chêne)                              | 117,2 × 163,8 cm   | BRVEGEL 1559 (dans un cartouche, en bas à droite)               | MS 6  | Allemagne, Berlin, Gemäldegalerie                                        |
|       | Le Combat de Carnaval et Carême                                    | 1559            | huile sur bois (chêne)                              | 118 × 163,7 cm     | BRVEGEL 1559 avec une ligature VE (en bas à gauche)             | MS 7  | Autriche, Vienne, musée d'histoire de l'art de Vienne                    |
|       | Les Jeux d'enfants                                                 | 1560            | huile sur bois (chêne)                              | 118 × 161 cm       | BRVEGEL 1560 (en bas à droite)                                  | MS 8  | Autriche, Vienne, musée d'histoire de l'art de Vienne                    |
|       | Bataille navale dans le golfe de Naples                            | circa 1560      | huile sur bois                                      | 42,2 × 71,2 cm     | non signé                                                       | MS 9  | Italie, Rome, Galerie Doria-Pamphilj                                     |
|       | Le Suicide de Saül                                                 | 1562            | huile sur bois                                      | 33,5 × 55,5 cm     | SAVL. XXXI. CAPIT. BRVEGEL. M.CCCCC.LXII (en bas à gauche)      | MS 10 | Autriche, Vienne, musée d'histoire de l'art de Vienne                    |
|       | La Chute des anges rebelles                                        | 1562            | huile sur bois (chêne)                              | 117 × 162 cm       | M.D.LXII / BRVEGEL (en bas à gauche)                            | MS 12 | Belgique, Bruxelles, Musées royaux des beaux-arts de Belgique            |
|       | Dulle Griet ou Meg la folle maraudant devant les portes de l'Enfer | 1562            | huile sur bois                                      | 117,4 × 162 cm     | […] MDLXI[.]                                                    | MS 13 | Belgique, Anvers, musée Mayer van den Bergh                              |
|       | Le Triomphe de la Mort                                             | circa 1562      | huile sur bois                                      | 117 × 162 cm       | non signé                                                       | MS 14 | Espagne, Madrid, musée du Prado                                          |
|       | Deux singes                                                        | 1562            | huile sur bois (chêne)                              | 19,9 × 23 cm       | BRVEGEL·MDLXII (en bas à gauche)                                | MS 15 | Allemagne, Berlin, Gemäldegalerie                                        |
|       | La Grande Tour de Babel                                            | 1563            | huile sur bois                                      | 114,4 × 155,5 cm   | BRVEGEL· FE ·M·CCCCC·LXIII (en bas à gauche)                    | MS 16 | Autriche, Vienne, musée d'histoire de l'art de Vienne                    |
|       | La Petite Tour de Babel                                            | circa 1563      | huile sur bois (chêne)                              | 59,9 × 74,6 cm     | non signé                                                       | MS 17 | Pays-Bas, Rotterdam musée Boijmans Van Beuningen                         |
|       | La Fuite en Égypte                                                 | 1563            | huile sur bois                                      | 37,1 × 55,6 cm     | BRVEGEL MDLXIII (en bas à droite)                               | MS 18 | Royaume-Uni, Londres Institut Courtauld                                  |
|       | L'Adoration des mages (1564)                                       | 1564            | huile sur bois (chêne)                              | 112,1 × 83,9 cm    | BRVEGEL M·D·LXIIII (en bas à droite)                            | MS 19 | Royaume-Uni, Londres, National Gallery                                   |
|       | Le Portement de Croix                                              | 1564            | huile sur bois (chêne)                              | 124,3 × 170,6 cm   | BRVEGEL M.D.LXIIII (en bas à droite)                            | MS 20 | Autriche, Vienne, musée d'histoire de l'art de Vienne                    |
|       | La Dormition de la Vierge                                          | circa 1564      | huile sur bois (chêne), grisaille                   | 67,7 × 85,3 cm     | BRVEGEL […]                                                     | MS 21 | Royaume-Uni, Banbury, Warwickshire, Upton House                          |
|       | La Fenaison (Le cycle des saisons : juin-juillet)                  | 1565            | huile sur bois (chêne)                              | 114 × 158 cm       | non signé                                                       | MS 22 | République tchèque, Prague, Château de Prague, musée du palais Lobkowicz |
|       | La Moisson (Le cycle des saisons : août-septembre)                 | 1565            | huile sur bois                                      | 119 × 162 cm       | BRVEGEL / [MD]LXV (en bas à droite)                             | MS 23 | États-Unis, New York, Metropolitan Museum of Art                         |
|       | La Rentrée des troupeaux (Le cycle des saisons : octobre-novembre) | 1565            | huile sur bois (chêne)                              | 117 × 159 cm       | BRVEGEL MDLXV (en bas à gauche)                                 | MS 24 | Autriche, Vienne, musée d'histoire de l'art de Vienne                    |
|       | Chasseurs dans la neige (Le cycle des saisons : décembre-janvier)  | 1565            | huile sur bois (chêne)                              | 117 × 162 cm       | BRVEGEL. M.D.LXV (au centre du fond)                            | MS 25 | Autriche, Vienne, musée d'histoire de l'art de Vienne                    |
|       | La Journée sombre (Le cycle des saisons : février-mars)            | 1565            | huile sur bois (chêne)                              | 118 × 163 cm       | BRVEGEL [MDLX]V (en bas à gauche)                               | MS 26 | Autriche, Vienne, musée d'histoire de l'art de Vienne                    |
|       | Le Massacre des innocents                                          | circa 1565-1567 | huile sur bois                                      | 109 × 160 cm       | non signé                                                       | MS 27 | Royaume-Uni, Windsor (Berkshire), Château de Windsor                     |
|       | Paysage d'hiver avec patineurs et trappe aux oiseaux               | 1565            | huile sur bois (chêne)                              | 37 × 55,5 cm       | BRVEGEL / M.D.LXV (en bas à droite)                             | MS 28 | Belgique, Bruxelles, Musées royaux des beaux-arts de Belgique            |
|       | Le Christ et la Femme adultère                                     | 1565            | huile sur panneau, grisaille                        | 24,1 × 34,4 cm     | BRVEGEL.M.D.LXV (en bas à gauche)                               | MS 29 | Royaume-Uni, Londres, Institut Courtauld                                 |
|       | Le Dénombrement de Bethléem                                        | 1566            | huile sur bois (chêne)                              | 115,5 × 163,5 cm   | BRVEGEL / 1566 (en bas à droite)                                | MS 30 | Belgique, Bruxelles, Musées royaux des beaux-arts de Belgique            |
|       | La Prédication de saint Jean-Baptiste                              | 1566            | huile sur bois (chêne)                              | 95 × 160,5 cm      | BRVEGEL M.D.LXVI                                                | MS 31 | Hongrie, Budapest, Musée des beaux-arts de Budapest                      |
|       | La Danse de la mariée en plein air                                 | circa 1566      | huile sur bois                                      | 119,4 × 157,5 cm   | MDLXVI (en bas à droite)                                        | MS 32 | États-Unis, Detroit, Detroit Institute of Arts                           |
|       | L'Adoration des mages dans un paysage d'hiver                      | 1563/67         | huile sur bois (chêne)                              | 35 × 55 cm         | M.D.LXIII BRVEGEL ou M.D.LXVII BRVEGEL (en bas à gauche)        | MS 33 | Suisse, Winterthour, Collection Oskar Reinhart                           |
|       | La Conversion de saint Paul                                        | 1567            | huile sur bois (chêne)                              | 108,3 × 156,3 cm   | BRVEGEL. M.D.LXVII (en bas à droite)                            | MS 34 | Autriche, Vienne, musée d'histoire de l'art de Vienne                    |
|       | Le Repas de noce                                                   | circa 1568      | huile sur bois (chêne)                              | 114 × 164 cm       | non signé                                                       | MS 35 | Autriche, Vienne, musée d'histoire de l'art de Vienne                    |
|       | La Danse des paysans                                               | circa 1568      | huile sur bois (chêne)                              | 114 × 164 cm       | BRVEGEL (en bas à droite)                                       | MS 36 | Autriche, Vienne, musée d'histoire de l'art de Vienne                    |
|       | Le Pays de Cocagne                                                 | 1567            | huile sur bois (chêne)                              | 52 × 78 cm         | M.DLXVII BRVEGEL (en bas à gauche)                              | MS 37 | Allemagne, Munich, Alte Pinakothek                                       |
|       | Tête de paysanne                                                   | circa 1564-1568 | huile sur bois (chêne)                              | 22 × 18 cm         | non signé                                                       | MS 38 | Allemagne, Munich, Alte Pinakothek                                       |
|       | Le Paysan et le Voleur de nid                                      | 1568            | huile sur bois (chêne)                              | 59,3 × 68,3 cm     | BRVEGEL M.D.LXVIII (en bas à gauche)                            | MS 39 | Autriche, Vienne, musée d'histoire de l'art de Vienne                    |
|       | Le Misanthrope                                                     | 1568            | tempera sur toile de lin (tüchlein)                 | 86 × 85 cm         | BRVEGEL 1568 (en bas à droite, sur l'encadrement peint)         | MS 40 | Italie, Naples, musée de Capodimonte                                     |
|       | Les Mendiants                                                      | 1568            | huile sur bois                                      | 18,5 × 21,5 cm     | BRVEGEL.M.D.LXVIII (en bas à gauche)                            | MS 41 | France, Paris, Musée du Louvre                                           |
|       | La Parabole des aveugles                                           | 1568            | tempera sur toile de lin (tüchlein)                 | 86 × 156 cm        | BRVEGEL M.D.LX.VIII (en bas à gauche)                           | MS 42 | Italie, Naples, musée de Capodimonte                                     |
|       | La Pie sur le gibet                                                | 1568            | huile sur bois (chêne)                              | 45,9 × 50,8 cm     | BRVEGEL 1568 (en bas à droite)                                  | MS 43 | Allemagne, Darmstadt, Musée régional de la Hesse                         |
|       | Les Trois Soldats                                                  | 1568            | huile sur bois (chêne), grisaille                   | 20,3 × 17,8 cm     | BRVEGEL.M.D.LXVIII (en bas à gauche)                            | MS -  | États-Unis, New York, The Frick Collection                               |
|       | Le Vin de la Saint-Martin                                          | circa 1565-1568 | tempera sur toile de lin (tüchlein)                 | 148 × 270,5 cm     | […] BRVEGEL M.D.L […] (au dos)                                  | MS -  | Espagne, Madrid, musée du Prado                                          |
|       | Douze proverbes flamands                                           | 1558            | huiles sur bois (chêne), assemblage de 12 assiettes | 75,4 × 98,4 cm     | 15[.]8 BRVEGHEL (sur le dernier panneau, à mi-hauteur à gauche) | MS -  | Belgique, Anvers, musée Mayer van den Bergh                              |
|       | Le Sac de Rome                                                     | non daté        | huile sur bois                                      | 29 × 64 cm         | BRVEGHEL                                                        |       | France, Collection privée                                                |
|       | Kermesse paysanne                                                  | non daté        | huile sur bois                                      |                    |                                                                 |       | Luxembourg, Collection Bentinck-Thyssen                                  |
|       | L'Ivrogne poussé dans la porcherie                                 | 1557            | huile sur bois (noyer)                              | 17,8 cm (diamètre) | M.D.L.VII [PB]REVG[EL] (en bas à gauche, sur le bord)           |       | collection privée,                                                       |

## Œuvres perdues

### Le Retable de Saint-Bavon
Le Retable de Saint-Bavon est une huile sur bois, avec deux volets extérieurs en grisaille, exécutée en 1550-1551 en collaboration avec Pieter Balten et sous la direction de Claude Dorizi, commanditée par la corporation des gantiers de Malines ; ce retable, appelé aussi Saint Gommaire et Saint Rombaut, se trouvait jadis à Malines dans la cathédrale Saint-Rombaut.
Le 30 août 1550, Claude Dorizi s'engageait à livrer avant le 11 octobre 1551, un triptyque commandé par la Guilde des gantiers de Malines pour leur chapelle à la cathédrale Saint-Rombaut ; à l'intérieur devait être représenté un épisode de la vie de Saint Gommaire, patron des gantiers, et à l'extérieur, l'image du même saint accompagnée de celle de Saint Rombaut, traités en grisaille. Un document de 1608 précise que l'exécution de l'ensemble fut confiée à Brueghel et à Peeter Balten qui peignit l'intérieur tandis que Brueghel exécutait la grisaille : cette répartition du travail était normale étant donné que Balten était beaucoup plus âgé que Brueghel. Monballieu et Marlier expliquent la genèse du triptyque en supposant que Dorizi, bien que peintre de la corporation de Malines, devait surtout être un entrepreneur de travaux d'art ; il se pourrait aussi qu'il se soit limité à dessiner l'ensemble et qu'il en ait confié l'exécution à des collègues selon une pratique assez commune. Cette œuvre disparut pendant les troubles survenus à Malines entre 1572 et 1585.

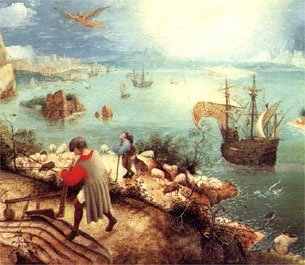
La Chute d'Icare, anonyme, c. 1583, huile sur bois,, musée van Buuren, Bruxelles

### La Chute d'Icare
Deux copies de La Chute d'Icare, l'une sur toile, l'autre sur bois, longtemps attribuées à Pieter Brueghel l'Ancien, laissent présumer l'existence d'un original disparu.

### L'excision de la pierre de folie

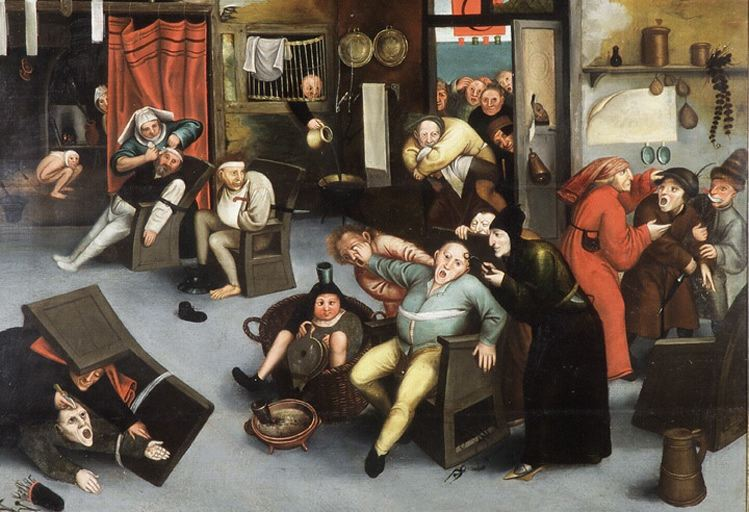
L'Excision de la pierre de folie, copie, musée du Prado, Madrid

L'œuvre fut d'abord connue par une estampe anonyme annotée Bruegel inventor 1557, et portant le titre flamand Den Denken van Ronse in Vlaedere (Le Doyen de Renaix en Flandres), où l'on voit un rapport avec la réputation de folie des habitants de Renaix, ensuite les critiques Friedländer, Baldass et Glück eurent connaissance de deux versions peintes, l'une au musée de l'hôtel Sandelin à Saint-Omer, l'autre appartenant à la collection Molène à Paris (1907), et portant toutes deux une signature apocryphe; enfin Friedländer publia de mauvaises photographies d'une version, conservée dans la collection Gerhart de Budapest, jusqu'en 1911, puis dans la collection Palugyan, également à Budapest. L'original aurait brûlé en 1940, au début de la Seconde Guerre mondiale.

### Le cycle des saisons:avril-mai
Blasius Hütter, secrétaire privé de l'archiduc Ernst, gouverneur des Pays-Bas espagnols, précisa, lors de l'inventaire du 17 juillet 1595 à la mort de l'archiduc, que les magistrats de la cité d'Anvers lui avaient offert, le 5 juillet 1594, six panneaux représentant les saisons,. Ces panneaux, peints pour le marchand anversois Niclaes Jonghelinck, furent cités dans un acte conclu avec les autorités communales d'Anvers, devenues propriétaires de la collection Jonghelinck.
David Teniers le Jeune, dans son Theatrum Pictorium publié en 1660, écrivit qu'il vit au Stallburg à Vienne : « … soubz et entre les fenestres, sont posées autres peintures, plusieurs desquelles vous sont incognues. Entre icelles sont six piéces de l'ancien Brueghel, qui représentent la diversité des douze mois de l'année,. » L'inventaire des collections de l'archiduc Léopold-Guillaume, dressé en 1659, n'en énumère plus que cinq : « Fünff grosse Stückh einer Grossen, warin die Zeithen des Jahr von Ohlfarb auf Holcz... Original vom alten Brögel ». Le panneau manquant (avril-mai) aurait donc disparu vers le milieu du XVIIe siècle à Vienne.

## Œuvres jadis attribuées à Pieter Brueghel l'Ancien
| Œuvre | Titre                                                | Date            | Technique                | Dimensions       | Signature                               | No    | Attribution                         | Collection                                                    |
| ----- | ---------------------------------------------------- | --------------- | ------------------------ | ---------------- | --------------------------------------- | ----- | ----------------------------------- | ------------------------------------------------------------- |
|       | Portrait du bouffon Gonella                          | circa 1445      | huile sur bois (chêne)   | 36 × 24 cm       |                                         |       | Jean Fouquet                        | Autriche, Vienne, musée d'histoire de l'art de Vienne         |
|       | Saint Jacques le Majeur et le magicien Hermogène     | circa 1550-1575 | huile sur bois           | 62 × 41,5 cm     |                                         |       | Suiveur de Jérôme Bosch             | France, musée des beaux-arts de Valenciennes                  |
|       | La Tentation de saint Antoine                        | circa 1550-1575 | huile sur bois           | 58 × 86 cm       |                                         |       | Suiveur de Pieter Brueghel l'Ancien | États-Unis, Washington DC, National Gallery of Art            |
|       | Le Bâilleur                                          | XVIe siècle     | huile sur bois (chêne)   | 12,6 × 9,2 cm    | P. (au milieu à droite)                 |       | Pieter Brueghel le Jeune,           | Belgique, Bruxelles Musées royaux des beaux-arts de Belgique  |
|       | Jésus chassant les vendeurs du temple                | après 1570      | huile sur bois           | 128,5 × 181,5 cm |                                         |       | Suiveur de Jérôme Bosch             | Danemark, Copenhague, Statens Museum for Kunst                |
|       | Le Massacre des innocents                            | circa 1576-1600 | huile sur bois (chêne)   | 116 × 160 cm     | BRVEG[…]                                |       | Pieter Brueghel le Jeune ?          | Autriche, Vienne, musée d'histoire de l'art de Vienne         |
|       | Le Vin de la Saint-Martin                            | circa 1576–1600 | tempera sur toile de lin | 92,5 × 73,5 cm   | non signé                               |       | Pieter Brueghel le Jeune            | Autriche, Vienne, musée d'histoire de l'art de Vienne         |
|       | La Chute d'Icare                                     | circa 1600      | huile sur toile de lin   | 73,5 × 112 cm    | non signé                               | MS 3  | (inconnu)                           | Belgique, Bruxelles, Musées royaux des beaux-arts de Belgique |
|       | Paysage d'hiver avec patineurs et trappe aux oiseaux | version de 1601 | huile sur bois (chêne)   | 39 × 57 cm       | P. BRVEGH[…] 1601 (en dessous à droite) |       | Pieter Brueghel le Jeune ?          | Autriche, Vienne, musée d'histoire de l'art de Vienne         |
|       | La Tempête                                           | circa 1610-1615 | huile sur bois           | 71 × 97 cm       |                                         | MS 44 | Joos de Momper                      | Autriche, Vienne, musée d'histoire de l'art de Vienne         |